# Zuse Z2

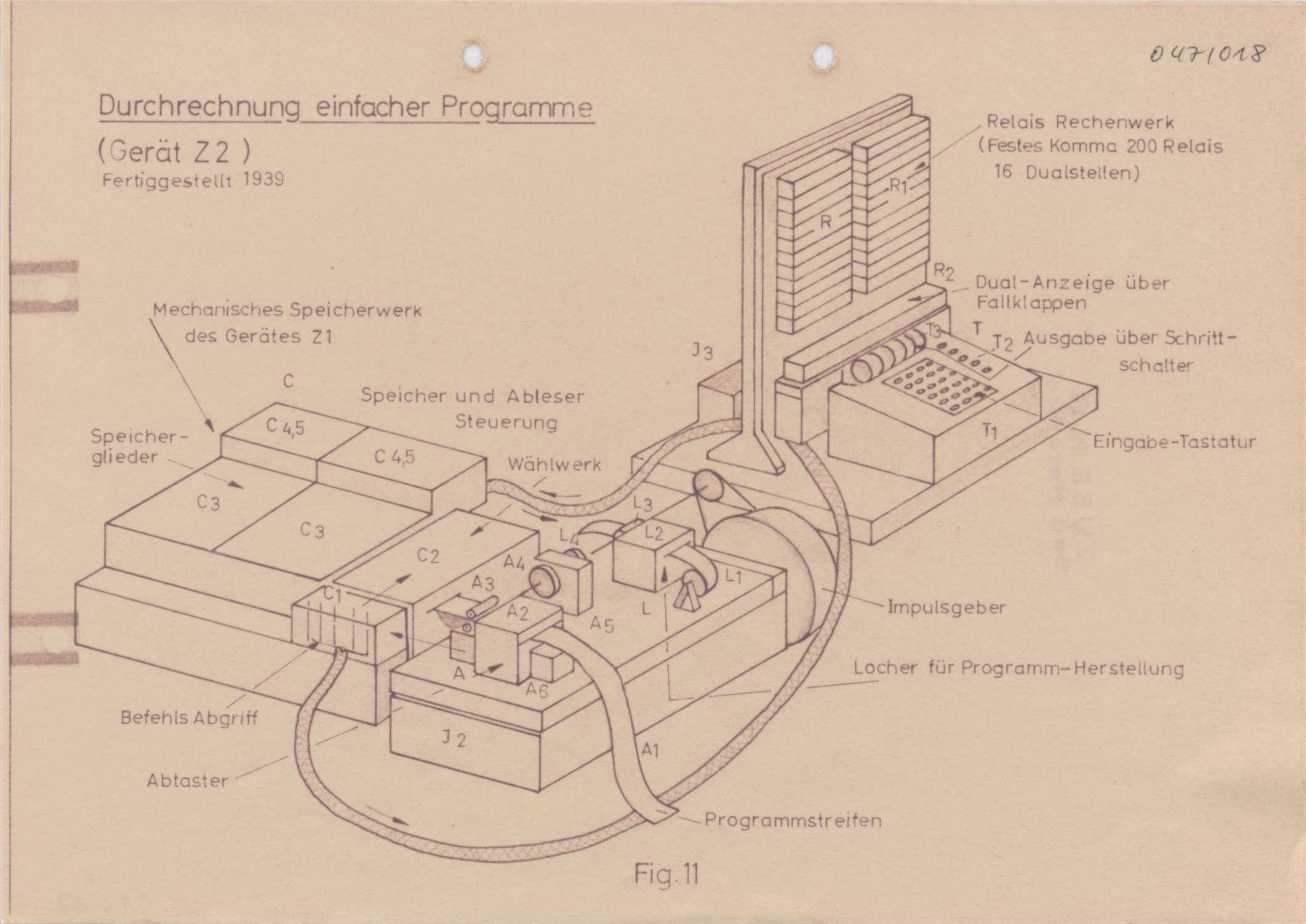
Patent der Zuse Z2

Die Zuse Z2, ursprünglich Versuchsmodell V2, war ein Prototyp eines Rechners von Konrad Zuse zum Test der Relaistechnik.
Die mechanischen Schaltglieder der Z1, Zuses erster Rechenmaschine, verhakten sich im Betrieb oft. Mit der Z2 wollte er prüfen, ob Relais zuverlässigere Bauelemente seien. Der Bau der Z2 war privat finanziert. Er arbeitete an ihr abends und an den Wochenenden wenn er nicht gerade für die Henschel Flugzeug-Werke arbeitete. Zuse kaufte von Telefonfirmen ca. 200 gebrauchte Relais, mit denen er sowohl das Rechenwerk, als auch die Programmsteuerungseinheit der Z2 baute.
Die Z2 wurde 1939 fertiggestellt. Sie besaß eine Taktfrequenz von ca. 10 Hertz, ein binäres Festkommarechenwerk, welches Addition, Subtraktion und Multiplikation beherrschte, einen 16-Bit-Speicher und wog 300 Kilogramm. Die Ausgabe erfolgte im Binärsystem.
Die Deutsche Versuchsanstalt für Luftfahrt hatte sich die Z2 im Herbst 1940 angeschaut und gab Zuse 25.000 RM (entspricht heute etwa 120.000 EUR), damit er die Z3 bauen konnte. Bei der Demonstration ließ Zuse die Z2 Determinanten berechnen.
Wegen der Zuverlässigkeit elektrischer Relais setzte Zuse beim Bau seiner nächsten Rechenmaschine, der Zuse Z3, ausschließlich Relais ein. Die Pläne und jegliche Fotos der Z2 wurden im Zweiten Weltkrieg durch Bombenangriffe auf Berlin 1943/1944 zerstört.